# Херцог, Иоганн Якоб
Иоганн Якоб Херцог (Герцог; 12 сентября 1805, Базель — 30 сентября 1882, Эрланген) — швейцарский протестантский богослов, историк церкви, энциклопедист, преподаватель. Более всего известен как главный редактор протестантской Религиозной энциклопедии, а также как известный преподаватель-богослов, на протяжении своей жизни работавший в четырёх разных университетах.
Родился в семье торговца, имевшей вюртембергские корни. В очень раннем возрасте остался сиротой, до пяти лет воспитывался у родственников, затем вместе с братом учился в школе-интернате в Нойштадте. Позже окончил гимназию Мюнстерплатц в Базеле; с 1823 года изучал богословие в Базельском университете, в 1826 году перешёл в Берлинский университет и в период обучения в нём предпринял научные поездки в ряд итальянских и австрийских городов. 10 октября 1830 года получил степень лиценциата богословия и с зимнего семестра 1830/1831 учебного года преподавал в Базельском университете. 14 января 1834 года женился, в браке имел четверых детей. Не имея перспектив получить профессуру в Базеле, принял предложение занять должность экстраординарного профессора богословия и церковной истории в Лозаннском университете, 27 сентября 1838 года стал в том же учебном заведении ординарным профессором исторического богословия, при этом одновременно преподавал символическое богословие, догматику, библеистику, историю Реформации и миссионерство, а также занимался историко-церковными исследованиями, результаты которых были опубликованы в нескольких монографиях. 17 февраля 1846 года отказался от должности профессора в знак протеста против вмешательства государства в дела церкви в ответ на предложение войти в состав комиссии по назначению кантональных пасторов; с марта 1846 по август 1847 года работал в Лозанне как независимый исследователь. 16 июня 1847 года получил степень почётного доктора богословия от Берлинского университета. С 1847 по 1854 год был профессором церковной истории в университете Галле, при этом часто предпринимал исследовательские поездки по европейским городам; отказался занять кафедру профессора богословия в Венском университете. С 1 октября 1854 года стал профессором протестантского богословия в Эрлангенском университете, где работал до 1 сентября 1877 года, когда после перенесённого инсульта по собственному желанию вышел в отставку. В 1876 году был награждён Рыцарским крестом Ордена Короны Италии.
Херцогу принадлежит ряд работ по истории Реформации в Европе и по истории Вальденсовской евангелической церкви. Более всего он известен своей работой над «Реальной энциклопедией протестантской теологии и церкви» («Real-Encyklopädie für protestantische Theologie und Kirche»), первое издание которой в 22 томах вышло в 1853—1868 годах в Галле (первый том) и Эрлангене (последующие тома); более 500 статей для этого труда были написаны лично Херцогом. Впоследствии это издание переиздавалось в 18 томах в 1877—1888 годах и в 21 томе в 1896—1908 годах. Кроме того, его перу принадлежат ряд статей для газеты «Evangelischen Kirchen-Zeitung» и ряд биографий церковных деятелей для «Allgemeine Deutsche Biographie».